# Manjaco
Los manjacos (en manjaco: Manjaku) son una etnia que habita las islas de Pecixe y Jata y sobre los márgenes de los ríos Cacheu y Geba, en Guinea-Bisáu. El nombre de la etnia significa "te digo".
Son conocidos como ndiago por los wólof de Senegal, y manjaque por los francófonos. El término manjaco es utilizado por los lusófonos.
Hablan el idioma manjaca que está classificada como parte de las lenguas Senegal-Guinea, que son una subdivisión de las lenguas atlánticas.
Existen grandes comunidades de manjacos en Senegal, Francia, Gambia y otros países con relación a Guinea-Bisáu. Son conocidos también por la fabricación de panu di pinti, tejido tradicional hecho en telar exclusivamente por hombres.